# Georg Friedrich Carl Kölling
Georg Friedrich Carl Kölling (* 15. Oktober 1825 in Sömmerda; † 13. Mai 1872 in Erfurt) war ein deutscher Bildhauer und Tischler.

## Leben
Kölling erlernte zunächst das Tischlerhandwerk. Um 1851 stellte er bei der Preußischen Akademie der Künste in Berlin einen Antrag auf Ausbildung zum bildenden Künstler und wurde ein Schüler des Bildhauers Friedrich Drake. Er ließ sich später in Erfurt nieder und wirkte selbst als Lehrer an der dortigen Königlichen Provinzial-, Kunst und Bauhandwerkschule. Neben einer Reihe von Sandsteinstatuen für die Ausgestaltung des Erfurter Doms schuf er unter anderem als sein wohl bekanntestes Werk ein Denkmal Christian Reicharts. Kölling sollte zunächst ein über lebensgroßes Standbild Reichart’s aus Gips modellierenn, um dieses während der Festlichkeiten vom 9. bis 17. September 1865 an einem öffentlichen Ort aufzustellen. Dieses wurde innerhalb von nur zwei Wochen fertiggestellt und galt als besonders gut gelungen, so dass der Wunsch entstand es aus einem beständigen Materiel dauerhaft zu erhalten. Für die Umsetzung wurden bereits während der Feierlichkeiten Beiträge gespendet. Kölling fertigte anschließend das Bildnis des Ratsmeisters und Gärtners, der als Begründer des Gartenbaus in Deutschland gilt, im Auftrag des Erfurter Gartenbauvereins aus Seeberger Sandstein. Die Einweihung des Denkmals erfolgte am 9. September 1867 auf dem zunächst nach ihm benannten „Reichart-Platz“ (ab 1900 Kaiser-Wilhelm-Platz und schließlich Karl-Marx-Platz), 1899/1900 wurde es in die Grünanlage an der Pförtchengasse versetzt.
Als Vorlage diente ihm ein Gemälde des Erfurter Malers Jakob Samuel Beck, der Reichart 1760 noch zu dessen Lebzeiten als würdigen strengen Mann dargestellt hatte. Kölling bezog 1870 das Haus zum kleinen Elefanten (Fischersand 1) in Erfurt. Er starb im Alter von 46 Jahren wurde am 16. Mai 1872 auf dem städtischen Südfriedhof beigesetzt.

## Werke (Auswahl)

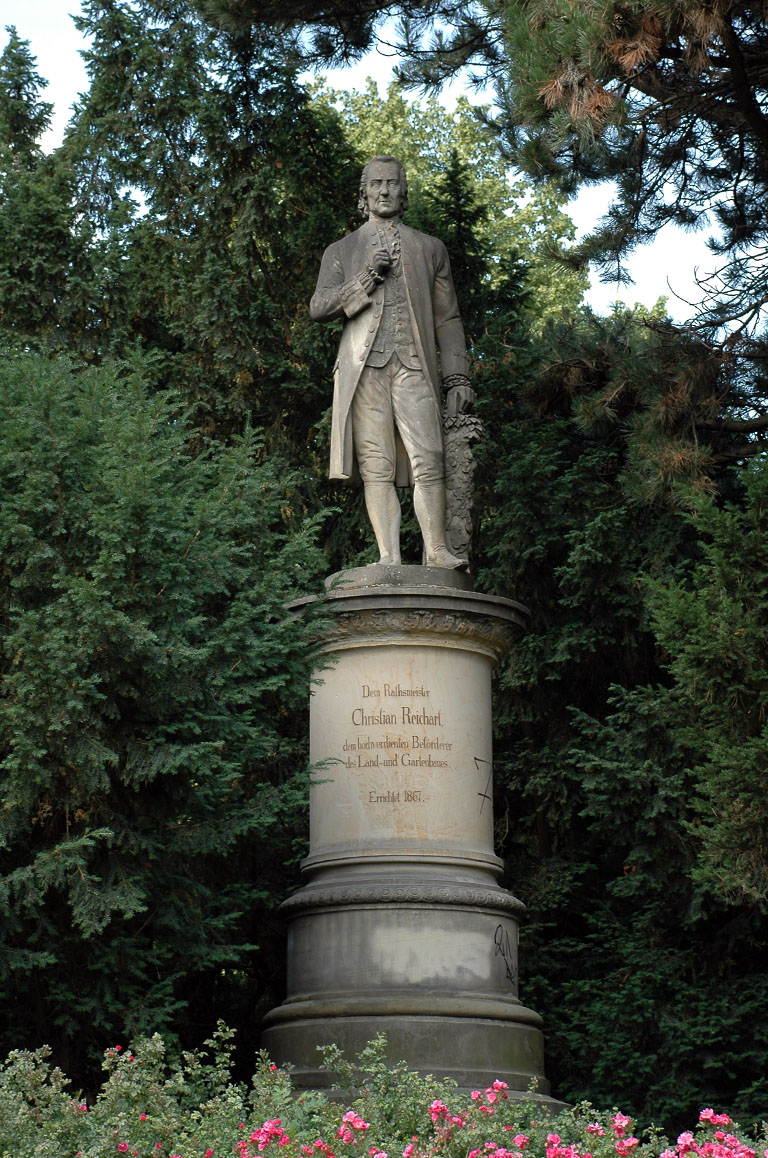
Christian-Reichart-Denkmal

- 1860: Restaurierung des Steinreliefs (Christus am Kreuze) aus dem 14. Jahrhundert über dem Haupteingang der Andreaskirche (Abbildung)[9]
- um 1857 bis 1872: Ergänzung der an den Pfeilern der Choraussenseite fehlenden Statuen und neue Skulpturen oder Bildsäulen von Heiligen im Erfurter Dom. Darunter die Bildnisse der vier Evangelisten, der hl. Cäcilie und der vier großen Kirchenväter, Gregor, Hieronymus, Ambrosius und Augustinus.[10]
- 1867: Denkmal für Christian Reichart